# Pałecznikowate

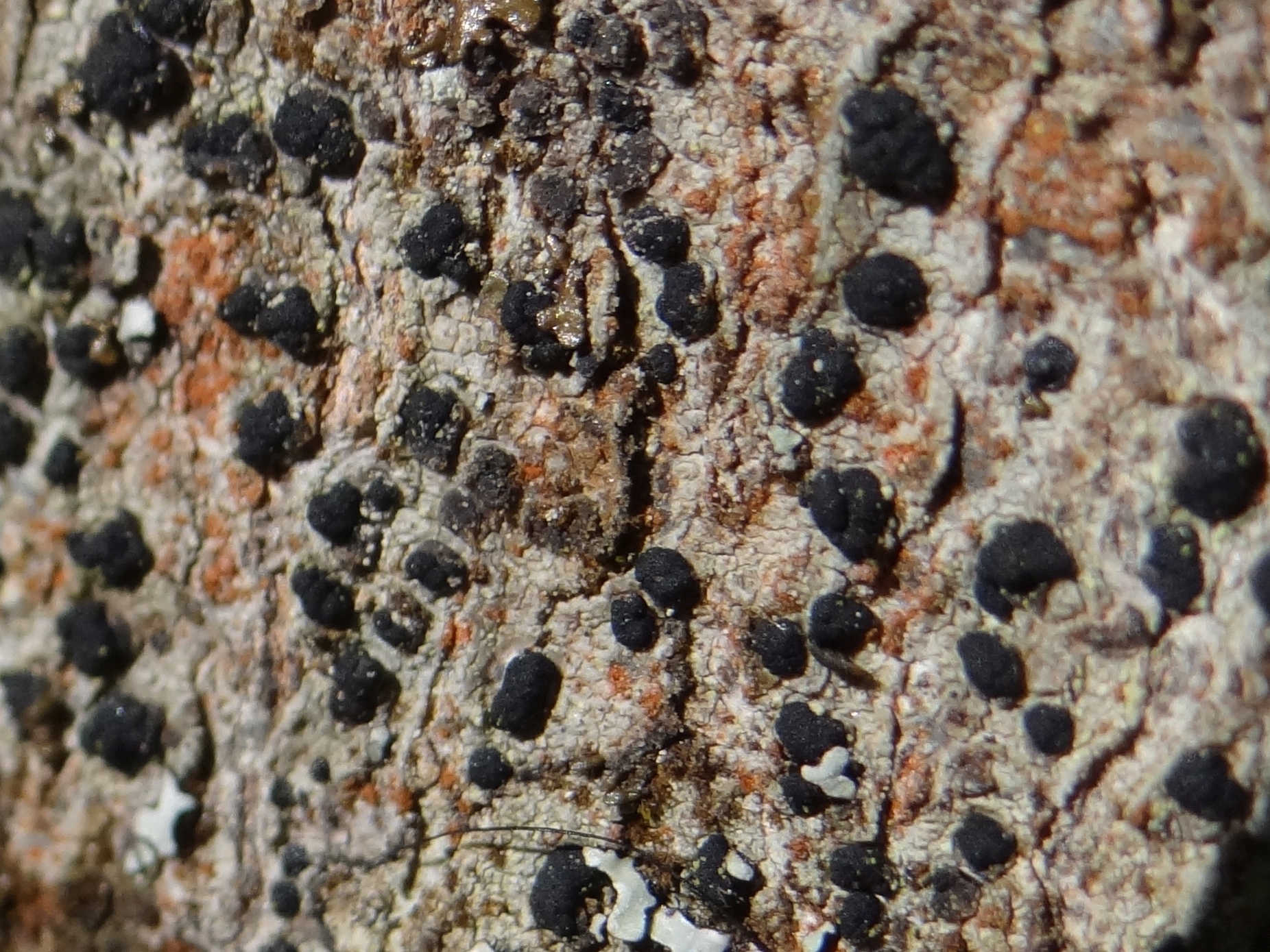
Brudziec kropkowaty (Amandinea punctata)

Pałecznikowate (Caliciaceae Chevall.) – rodzina grzybów z rzędu pałecznikowców (Caliciales).

## Systematyka
Pozycja w klasyfikacji według Index Fungorum: Caliciales, Lecanoromycetidae, Lecanoromycetes, Pezizomycotina, Ascomycota, Fungi.
RodzajeWedług aktualizowanej klasyfikacji Index Fungorum bazującej na Dictionary of the Fungi do rodziny tej należą rodzaje:
- Acolium (Ach.) Gray 1821
- Acroscyphus Lév. 1846
- Allocalicium M. Prieto & Wedin 2016
- Amandinea M. Choisy ex Scheid. & M. Mayrhofer 1993 – brudziec
- Australiaena Matzer, H. Mayrhofer & Elix 1997
- Baculifera Marbach & Kalb 2000
- Buellia De Not. 1846 – brunatka
- Burrowsia Fryday & I. Medeiros 2020
- Calicium Pers. 1794 – pałecznik
- Chrismofulvea Marbach 2000
- Ciposia Marbach 2000
- Cratiria Marbach 2000
- Cyphelium Ach. 1815 – oczlik
- Dermatiscum Nyl. 1867
- Dermiscellum Hafellner, H. Mayrhofer & Poelt 1979
- Dimelaena Norman 1853 – rozetnica
- Diploicia A. Massal. 1852
- Diplotomma A. Massal. 1852 – skorupowiec
- Dirinaria (Tuck.) Clem. 1909
- Dirinastrum Müll. Arg. 1893
- Endohyalina Marbach 2000
- Fluctua Marbach 2000
- Dermiscellum Hafellner, H. Mayrhofer & Poelt 1979
- Hafellia Kalb, H. Mayrhofer & Scheid. 1986
- Hypoflavia Marbach 2000
- Monerolechia Trevis. 1857
- Orcularia (Malme) Kalb & Giralt 2011
- Pseudothelomma M. Prieto & Wedin 2016
- Pyxine Fr. 1825
- Redonia C.W. Dodge 1973
- Sambomyces Cif. & Tomas. 1952
- Santessonia Hale & Vobis 1978 [
- Sculptolumina Marbach 2000
- Sphinctrinopsis Woron. 1927
- Stigmatochroma Marbach 2000
- Tetramelas Norman 1852
- Texosporium Nádv. ex Tibell & Hofsten 1968
- Thelomma A. Massal. 1860 – krupczyk
- Tholurna Norman 1861
- Tylophoropsis Sambo 1938

Nazwy polskie według W. Fałtynowicza.